# Allgemeine Anzeigen GmbH
Die Allgemeine Anzeigen GmbH (Ala GmbH) war eine der führenden Anzeigengesellschaften der deutschen Presse zu Beginn des 20. Jahrhunderts innerhalb des Hugenberg-Konzerns, die nach der NS-Machtergreifung unter der Führung der Nationalsozialisten übernommen und ausgebaut wurde.

## Gründung durch die Großindustrie
Teile der deutschen Großindustrie sahen sich vor dem Ersten Weltkrieg durch eine ungenügende Darstellung ihrer Produkte in der ausländischen Presse bezüglich des Exports benachteiligt. So übernahm am 6. März 1914 Alfred Hugenberg als damaliger Direktor bei der Firma Krupp die Initiative, an der sich führende Industrielle in Rheinland-Westfalen wie Emil Kirdorf, Hugo Stinnes, Wilhelm Benkenberg (Phoenix AG), Fritz Baare (Bochumer Verein), Peter Klöckner, Paul Reusch (Haniel-Konzern), die Gebrüder Stumm (Neunkirchen) und Friedrich Springorum (Hoesch-Dortmunder Union) beteiligten, und gründeten die Auslands GmbH mit Sitz in Essen. Die Gesellschaft hatte ein Gründungskapital von 200 000 Mark und wurde am 28. April 1914 in das Vereinsregister Essen eingetragen.
Diese Gesellschaft hatte den Zweck, die Beziehungen und die Stellung der rheinischen Industrie zu den wichtigen ausländischen Wirtschafts- und Kulturgebieten zu fördern. Dazu sollten die Verbesserung der Mittel des Nachrichtenwesens und anderer geeigneter Maßnahmen dienen. Weiterhin sollte die Gesellschaft sich an allen Geschäften beteiligen können, die diesem genannten Zwecken der Gesellschaft dienten und geeignet waren, die dazu erforderlichen Mittel zu beschaffen.

## Hugenberg ergreift die Initiative
Hugenberg schlug nun eine Konzeption vor, die das Anzeigengeschäft der deutschen Industrie vermitteln sollte. Diese Konzeption sollte die Aufgaben der Auslands GmbH erweitern und die bisherige Praxis der Anzeigenvermittlung durch ausländische Annoncen-Träger abzulösen. So gründete er am 30. April 1914 die Auslands-Anzeigen GmbH mit einem Gründungskapital von 200 000 Mark zuerst in Essen, dann in Berlin. Dabei stellte die Auslands GmbH 28 000 Mark des Gründungskapitals. Die anderen Kapitalanteile wurden von den Gesellschaftern, dem Justizrat Ludwig Grundlach, dem Legationsrat Georg Irmer, Hermann Albrecht und dem Bankier Friedrich Swart vertreten. Albrecht als gelernter Redakteur übernahm die Position des Geschäftsführers. Andrew Thorndike wurde Generaldirektor und Vorsitzender des Aufsichtsrats, da er auch Gesellschafter der Auslands GmbH war.
Der Beginn des Ersten Weltkriegs am 1. August 1914 verhinderte nahezu alle Möglichkeiten, die beabsichtigte Konzeption der Geschäfte mit dem Ausland umzusetzen. Deshalb wandte sich die Gesellschaft der Vermittlung von Inlandsanzeigen zu. Zu diesem Zweck wurde das Stammkapital der Auslands-Anzeigen GmbH am 9. März 1916 auf 1 Million Mark erhöht, und ein Jahr darauf am 8. Juli 1917 auf 2 Millionen Mark. Mit dieser Kapitalerhöhung wurde der Name der Gesellschaft in Allgemeine Anzeigen GmbH (Ala GmbH) geändert. Der Zweck der Kapitalerhöhung bestand darin, andere Gesellschaften aufzukaufen, um den eigenen Marktanteil im Anzeigengeschäft zu vergrößern.

## Angriff auf den Hauptkonkurrenten
Nun richtete sich die Tätigkeit der GmbH darauf aus, das bestehende Monopol im inländischen Anzeigengeschäft von Rudolf Mosse anzugreifen. Um möglichst viele Gesellschafter zu gewinnen, wurde ein genossenschaftliches Prinzip dadurch verfolgt, dass jeder Gesellschafter nur einen Anteil von 500 Mark aufbringen musste. Leo Wegener nannte diese Konzeption eine Genossenschaft der Inserenten.
Um sich einen hinreichenden Kenntnisstand über in- und ausländische Zeitungen zu verschaffen, wurde im Jahre 1916 eine Archivabteilung aufgebaut, die alle Informationen sammeln sollte, die mit der Anzeigenvermittlung im Zusammenhang standen. In Zusammenarbeit mit dem Deutschen Überseedienst-Syndikat wurde deshalb am 23. Mai 1917 eine eigenständige Gesellschaft, die Deutsche Archiv GmbH gegründet, die bis 1920 zur Ala Anzeigen GmbH gehörte. Aus juristischen Gründen der Sicherung der Namensrechte fand am 5. September 1917 eine erneute Gründung der Auslands Anzeigen GmbH statt, wobei der Zweck der Gesellschaft derart erweitert wurde, die Ala Anzeigen GmbH zu unterstützen. Im Jahre 1927 wurde die Auslands Anzeigen GmbH aus dem Handelsregister ausgetragen.
Inzwischen hatte sich die Tätigkeit der Ala erweitert, so dass sie eine volkswirtschaftliche Beratung und einen Dienst zur Gestaltung von Werbeentwürfen und zur Planung von Absatzmöglichkeiten anbot. Am Ende des Jahres 1917 erwarb die Ala GmbH von dem Gesellschafter Charles Georg die Aktienmehrheit der Haasestein & Vogler AG, die ein weitreichendes Annoncennetz besaß. Da diese Gesellschaft auch die Annoncen-Expedition Daube & Co. beherrschte, kam diese auch zur Ala GmbH. Diese Übernahme wurde am 16. Dezember 1919 abgeschlossen und die neue daraus gegründete Gesellschaft nannte sich Ala Vereinigte Anzeigengesellschaften, Haasenstein & Vogler AG, Daube & Co. mbH. Im Jahre 1923 wurde diese Gesellschaft von der Ala Anzeigen AG übernommen.

## Zusammensetzung der Gesellschafter
In der Zeitschrift Nachrichten für Wertpapierbesitzer vom 14. April 1918 wurden für die Ala GmbH 200 Gesellschafter genannt. Führende Gesellschafter waren Borsig (Berlin), Vulkan-Werke, Buderussche Eisenwerke, Bochumer Gußstahlverein, Maschinenbaugesellschaft Schwartzkopff (Berlin), Friedrich Krupp, Mannesmann, Hoesch, Rheinische Metallwaren, Norddeutscher Lloyd, Rheinische Stahlwerke, die Woermann-Linie, Manoli Zigarettenfabrik, das Kalisyndikat, Waggonfabrik Linke-Hofmann-Werke, Phoenix-Bergbau, Rütgers-Werke, Chemische Fabrik Goldschmidt, die Essener Kreditanstalt, Deutsch-Luxemburgische und Gelsenkirchener Bergwerksgesellschaft, Verein für das Deutschtum im Ausland und die Bankfirma Delbrück, Schickler & Co.
Im Jahre 1919 stieg die Anzahl der Gesellschafter auf 400. Im Jahre 1922 waren 75 Zeitungsverlage der Gesellschaft beigetreten.

## Angriffe auf die Ala
Das schnelle Wachstum der Ala GmbH und die Kenntnis, dass diese von der Großindustrie gestützt wurde, führte zu Befürchtungen, dass die Anzeigenvermittlung zur Beeinflussung der Presse missbraucht werden könnte. Die den Sozialdemokraten nahestehende Düsseldorfer Volkszeitung veröffentlichte am 22. November 1915 einen Artikel, in dem die Ala GmbH als eine Gefahr für die Interessen der Minderbemittelten bezeichnet wurde. Die Firma von Mosse begann nach anfänglichen Angriffen im Jahre 1916 im Februar 1918 eine Kampagne in der Presse unter dem Motto Die Unabhängigkeit der Presse ist bedroht!. Am 25. Februar 1918 erschien im Leipziger Tageblatt der Artikel Die Vaterlandspartei  von Professor Walter Goetz, in dem er die Ala GmbH wegen ihrer Verbindung zur Schwerindustrie angriff.
Diesen Artikel griff Matthias Erzberger in seiner Reichstagsrede am 27. Februar 1918 auf, als er die deutsche Schwerindustrie, den Alldeutschen Verband und die Deutsche Vaterlandspartei angriff. Diese wären alle organisiert in der sogenannten Ala. Die Führung der Ala GmbH verbreitete daraufhin an die deutsche Presse und alle Reichstagsabgeordneten eine Erklärung mit dem Titel Die Ala und ihre Gegner. Darin wurde der Vorwurf der Monopolisierung des Anzeigengeschäfts als haltlos zurückgewiesen, denn dieser Vorwurf würde eher auf die Geschäfte von Mosse zutreffen. Der öffentliche Streit um das Anzeigengeschäft wurde auf der Seite der Ala GmbH von der Deutschen Tageszeitung, auf der Seite von Mosse im Berliner Tageblatt ausgetragen.
Selbst in England griff man das Thema im März 1918 auf, als die Times in einem Artikel von der Krupp-Presse schrieb.
Der Konzern gründete 1922, auf einem ersten Höhepunkt der Inflation, die Wirtschaftsstelle der Provinzpresse GmbH (Wipro) in Berlin, die diverse Dienstleistungen für Not leidende kleine Zeitungsverlage erbrachte. Dazu gehörte eine extrem billige Maternkorrespondenz, durch die ein örtlicher Verleger sich die Druckvorlage für eine ganze Zeitung – bis auf den selbst erstellten Lokalteil – liefern ließ. Die Wipro unterbot die Konkurrenz teilweise um 50 Prozent, indem Anzeigenaufträge der Konzerntochter Ala eingebucht wurden. Die linke Weltbühne attackierte dies 1926: „Hugenberg versucht, durch seine Annoncenexpedition Ala-Haasenstein & Vogler-Daube den redaktionellen Teil zu kaufen.“ Die umstrittene Praxis, die allerdings auch andere Anbieter verfolgten, wurde vom Zeitungswissenschaftler Arno Meyer in einer Doktorarbeit der Universität München 1926 im Kern bestätigt. Die „minder leistungsfähige Presse“ werde von Kosten entlastet und genösse zudem einen größeren, vielseitigeren und attraktiven Anzeigenteil. „Andererseits darf trotz der wirtschaftlichen Vorzüge dieser Verbindung die Gefahr einer wachsenden Abhängigkeit der Zeitungen von den betreffenden Konkurrenzunternehmen nicht verkannt werden“, warnte Meyer. „Sie wird umso größer, je mehr sich diese Bezugsform einbürgert.“ Ähnliche Kritik äußerten mit Bezug auf Hugenberg die Zeitungsforscher Emil Dovifat und Otto Groth.

## Umwandlung in eine Aktiengesellschaft
Die fortwährende Erweiterung der Geschäfte der Ala GmbH nach dem Krieg und die Inflation der Mark erforderten eine weitere Anschaffung von Betriebsmitteln und weitere Erhöhungen des Stammkapitals. Deshalb wurde entschieden, die Gesellschaftsform einer Aktiengesellschaft zu wählen. Bei der Abwicklung dieser Umformung wurde die zu der Haasenstein & Vogler AG (Huvag) gehörende Aktiengesellschaft zur Verwertung von Grundstücken eingespannt. Bei dieser AG erhöhte man das Stammkapital auf 200 Millionen Mark, womit sie in der Lage war, mittels einer Zahlung von 84 Millionen Mark in Form von Aktien die Ala GmbH zu kaufen. Damit war aber auch das Recht verbunden, den Namen der Ala GmbH in Ala Anzeigen AG abzuändern. Damit sollte erreicht werden, dass juristisch die Ala Anzeigen GmbH weiter bestehen konnte, um Geschäfte der Abwicklung und Verwaltung auszuführen. So konnte die Ala GmbH bis zum 31. Dezember 1924 die bestehenden Geschäfte im Auftrag der Ala Anzeigen AG fortführen.
Allerdings führte die Ala GmbH die Hauptwerbeabteilung in eigener Regie bis zum 27. Juli 1928 weiter. Im Jahre 1928 wurde die Ala Vereinigte Anzeigen GmbH liquidiert und am 5. Februar 1935 aus dem Handelsregister ausgetragen. Die Ala Anzeigen AG kaufte nun 90,75 Prozent der Aktien der Huvag und im Jahre 1928 alle Anteile der Daube & Co. mbH. Dominierend blieb der Einfluss von Hugenberg bei diesen Transaktionen erhalten. Die Verteilung der Aktienanteile an der neu gegründeten AG beschränkte sich allerdings nicht nur auf die führenden Gesellschafter. Am Ende des Jahres 1928 hatte Hugenberg durch seine Wirtschaftsvereinigung 89 Prozent des Kapitals der Ala Anzeigen AG unter Kontrolle. Von vielen Handelskammern und Wirtschaftsverbänden wurde nun die AG bei Werbetätigkeiten empfohlen.

## Ausbau der Geschäfte und Weltwirtschaftskrise
Auch die Vermittlung von Anzeigen ins Ausland war nach dem Kriege wieder aufgenommen worden. Hilfreich erwies sich dabei das inzwischen aufgebaute Zeitungsarchiv, das etwa 55 000 Einträge über Tarife ausländischer Anzeigenträger umfasste. Allerdings verzichtete die Ala Anzeigen AG darauf, ausländische Niederlassungen zu gründen. Die AG beteiligte sich auch nicht an Zeitungsverlagen, denn solche Beteiligungen waren dem Hugenberg-Konzern vorbehalten. Auch das Geschäft mit Kalendern und Adressbüchern, das im Jahre 1921 noch 342 in sogenannten Pachtobjekten umfasste, wurde bis 1927 auf etwa 100 Objekte reduziert. Als nach 1929 die Auswirkungen der Weltwirtschaftskrise immer deutlicher wurden, brachen die Gewinne aus diesen Pachtgeschäften weg und die AG kündigte die Verträge, sobald es die Klauseln der Verträge zuließen.
Die Ala Anzeigen AG hatte sich inzwischen auch nach amerikanischen Vorbildern auf das Angebot von Spezialreklame (Spekla) konzentriert. Das äußerte sich in dem wachsenden Bedürfnis, Plakate als Werbeträger zu verwenden. Auf der Reichsreklame-Messe im Jahre 1925 gab die Ala Anzeigen AG bekannt, dass 92 Prozent des Umsatzes auf die Vermittlung von Anzeigen kamen und nur 8 Prozent auf andere Werbemitteln beruhten. Im Jahre 1936 belief sich der Anteil von Spekla auf etwa 3 Prozent vom Umsatz. Zum Zwecke der Eigenwerbung und der Beratung gab die Ala Anzeigen AG  einen Zeitungskatalog und den Ala-Nachrichten- und Beratungsdienst heraus.

## NS-Machtergreifung und Ende des Hugenberg-Konzerns
Im Jahre 1932 ging die Firma Mosse in Konkurs, die nach dem Tode von Rudolf Mosse von seinem Schwiegersohn Ismar Lachmann-Mosse geführt wurde. Die Boykottierung jüdischer Unternehmen, der Zusammenbruch des Anzeigengeschäfts infolge der Weltwirtschaftskrise und die Konkurrenz der Ala Anzeigen AG hatten zum Zusammenbruch der Firma geführt. Nach der NS-Machtergreifung wurde die Firma aus der Liste der Anzeigenagenturen beim Verein Deutscher Zeitungsverleger (VDZV) gestrichen und Max Amann, der spätere Präsident der Reichspressekammer (RPK), der inzwischen die Führung im VDZV übernommen hatte, setzte Max Winkler als Konkursverwalter ein. Dieser unterstellte fast die gesamte Firma seiner Holding, der CAUTIO Treuhand GmbH.

## Übernahme durch den Zentralverlag der NSDAP
Ein Jahr später wurde die Ala Anzeigen AG im Zuge der Zerschlagung des Hugenberg-Konzerns von den Nationalsozialisten übernommen. Am 4. Mai 1934 wurden die Anteile der AG von der Firma August Scherl GmbH und der Außendienst GmbH auf die CURA Revisions- und Treuhand GmbH und die CAUTIO Treuhand GmbH übertragen. Die CURA war dem Verwaltungsamt des Reichsleiters für die Presse der NSDAP zugeordnet, wobei Amann als Generaldirektor des Franz-Eher-Verlags und des Zentralverlags der NSDAP die Führung hatte. Amann setzte nun den früheren Anzeigenleiter und Prokuristen des Eher-Verlages, Erwin Finkenzeller, an die Spitze des Vorstandes der Ala Anzeigen AG, der damit auch Generaldirektor wurde. Als Vorsitzender des Aufsichtsrats wurde ein Freund von Amann eingesetzt, der Besitzer der Großdruckerei M. Müller & Sohn KG in München, Adolf Müller. Müller druckte fast alle Verlagsobjekte, die im Zentralverlag der NSDAP erschienen.
Im Zuge dieser Transaktionen wurde die AG wieder in eine GmbH umgewandelt, damit man der Berichterstattung über die Bilanzen in der Öffentlichkeit entgehen konnte. Amann leitete nun auch eine Verschmelzung der Ala Anzeigen GmbH mit der 1932 gegründeten Nationalsozialistischen Anzeigen-Zentrale (NAZ) ein. Das nun festgelegte Stammkapital der Ala Anzeigen GmbH in Höhe von 500.000 Reichsmark (RM) übernahm zu 352.000 RM die Herold Verlagsgesellschaft mbH und zu 148.000 RM die Knorr & Hirth KG. Die Herold gehörte zum Zentralverlag der NSDAP. Die Knorr & Hirth KG stand unter der Aufsicht des Werberats der deutschen Wirtschaft, an dessen Spitze der Präsident Ernst Reichard stand.
Am 23. Dezember 1936 veröffentlichte der Reichsanzeiger die Zusammensetzung des Aufsichtsrats der Ala Anzeigen GmbH. Danach führte Max Amann den Vorsitz, wobei Jacob Herle sein Stellvertreter war. Weitere Sitze im Aufsichtsrat hatten Otto von Halem, Hugo Henkel, Adolf Müller, Rolf Rienhardt, Georg von Schnitzler und Baron Edgar Uxkull inne. Für die Geschäftstätigkeit der ALA in den Jahren 1934 und 1935 waren die Vorstände Erwin Finkenzeller, zuvor Geschäftsführer im Werberat der deutschen Wirtschaft, Friedrich Wentzel, Ferdinand Bruno Duisberg und William Wilkens verantwortlich. Im Jahr 1943 umfasste die Ala Anzeigen GmbH 28 Filialen und erreichte einen Umsatz von 42,5 Millionen RM, wobei auf die Zentrale in Berlin etwa annähernd 20 Millionen RM entfielen. Die NSDAP hatte mit der Konzentration der Parteipresse eine Monopolstellung erreicht, wobei über die Ala Anzeigen GmbH die Parteizeitungen überregionale Anzeigen auf sich lenken konnte.

## Referenzen
- (Fritz Schmidt): Presse in Fesseln – Eine Schilderung des NS-Pressetrusts, Berlin 1947.
- Oron J. Hale: The Captive Press in the Third Reich, New Jersey (deutsch: Presse in der Zwangsjacke 1933–1945, Düsseldorf, 1965).
- Otto Groth: Die Zeitung – Ein System der Zeitungskunde (Journalistik), Zweiter Band, Berlin 1929.
- Walther Heide (Hrsg.): Handbuch der Zeitungswissenschaft, Band I, Leipzig 1940.